# تاريخ الجيش الكويتي

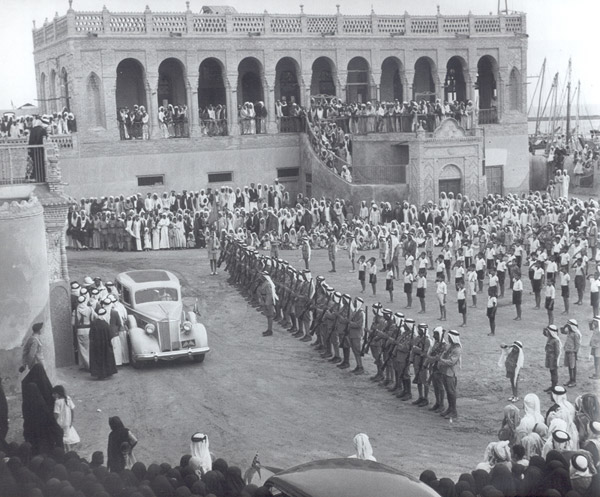
احتفالية في باحة قصر السيف بالكويت عام 1944 بمناسبة منح الشيخ أحمد الجابر الصباح وسام الحكومة البريطانية

عرض عسكري للجيش سنة 1951

دائرة الأمن العام سنة 1951 ويظهر رئيسها الشيخ عبد الله المبارك الصباح

يرجع تاريخ الجيش الكويتي إلى عام 1948 حينما أسس حاكم الكويت الشيخ أحمد الجابر الصباح قوة الحدود والأمن ضمن دائرة الأمن العام وذلك بعد سنتين من تصدير الكويت لأول شحنة نفطية في صيف عام 1946، وفي عام 1953 غير اسم القوة إلي مسماها الحالي وهو «الجيش الكويتي».

## دائرة الأمن العام
تأسست في عام 1938 في عهد الشيخ أحمد الجابر الصباح خلال فترة المجلس التشريعي الكويتي الأول العديد من الدوائر الحكومية والتي كان منها دائرة الشرطة وتختص بالأمن داخل اسوار مدينة الكويت ودائرة الأمن العام والتي اختصت بحفظ الأمن في بادية الكويت واتخذت دائرة الأمن العام مقرها في ساحة الصفاة وسط مدينة الكويت، وتولى الشیخ علي الخليفة الصباح رئاسة دائرة الأمن العام منذ تأسيسها حتى وفاته سنة 1942 فخلفه نائبه الشيخ عبد الله المبارك الصباح.

## تأسيس قوة الحدود والأمن

دائرة الأمن العام سنة 1953

بدأت الحقبة النفطية في الكويت عام 1946 حينما صدرت أول شحنة نفطية للخارج وساعدت العائدات النفطية حاكم الكويت الشيخ أحمد الجابر الصباح في الانفاق على قطاعات الدولة المختلفة وتطويرها وكان القطاع الأمني من بين تلك القطاعات فتأسست نواة الجيش الكويت سنة 1948 ضمن دائرة الأمن العام حيث انشأت وحدة عسكرية جديدة أطلق عليها اسم «قوة الحدود والأمن» والتي غُير اسمها عام 1953 إلي مسمى «الجيش الكويتي»، وكان الجيش آنذاك ينقسم إلي قسمين رئيسيين هما قوات الأمن وقوات حرس الحدود واختصت قوات الأمن بمهام الحراسة الثابتة في سور مدينة الكويت وبوابتها وحراسة المباني الحكومية الهامة وتوفير الحراسة لأمير الكويت في حين كانت واجبات قوات حرس الحدود هي الحراسة المتحركة عبر حفظ الأمن خارج الاسوار من خلال الدوريات التي تمنع دخول المتسللين وتطارد المهربين كما كان من واجبتها مكافحة الشغب في حال استدعيت لذلك كما اختصت أيضا بحراسة الشيخ عبد الله المبارك وحراسة كبار الشخصيات الزائرة للكويت لكن بالرغم من الاختصاصات المختلفة للقوتين إلا انهما ظلتا تحت قيادة الشيخ عبد الله المبارك.
تزايد عدد افراد قوة الحدود والأمن حتى بلغ عددهم عام 1954 نحو 1200 فرد يخدمون في قوة الأمن منهم عشرون ضابطا في حين بلغ عدد قوة حرس الحدود نحو 350 فرد منهم خمسة ضباط وعلى الرغم من الجهود التي بذلها الشيخ عبد الله المبارك في توسعة حجم الجيش الكويتي إلا أن ذلك النمو أثار قلق السلطات البريطانية التي لم تكن ترى في ذلك النمو فائدة للمصالح البريطانية خصوصا في قوة حرس الحدود التي رأت ان حجمها تضخم وجاوز الوظيفة الاصلية لها كقوة جندرمة وهو ما جعل بريطانيا تتخذ موقفا متشددا تجاه نمو الجيش الكويتي وتزويده بالسلاح لكنه وبالرغم من ذلك فإن الموقف البريطاني سرعان ما تغير بعد احداث عام 1956 والتي برهن الشيخ عبد الله المبارك خلالها ان وجوده على رأس قوة مسلحة كبيرة يمثل دعما للاستقرار الداخلي للكويت خصوصا ان الاستمرار في رفض تزويد الجيش الكويتي بالأسلحة قد يدفع الشيخ عبد الله المبارك في البحث عن دول أخرى لتوريد السلاح في ظل هذه المعطيات شرعت السلطات البريطانية بتزويد القوات الكويتية بالاسلحة والتي توجت بشراء عشرات المدرعات و16 دبابة حديثة من طراز سينتوريون. وفي سنة 1957 أقيم عرض عسكري لقوات الأمن العام حضره رئيس أركان حرب القوات البرية البريطانية في الشرق الأوسط السير جيفري بورن وقد بلغ قوام القوات 2,500 فرد منهم 1,000 لحرس الحدود و1,500 لقوات الأمن

## دمج دائرتي الأمن العام والشرطة
دمجت عام 1959 دائرة الأمن العام مع دائرة الشرطة لتصبح نواة وزارة الداخلية الكويتية فيما ألحقت قيادة الجيش الكويتي بوزارة الدفاع لاحقا بعد الاستقلال وكان قد جرى في ذلك العام دمج جميع الوحدات المتفرقة التي يتكون منها الجيش الكويت وتشكل منها اللواء السادس والذي تكون من كتيبة مدرعات وكتيبتي مشاة وكتيبة مدفعية إضافة إلي مجموعة دبابات وسرية إشارة وفصيل هندسة ميدان وقد ضم اللواء دبابات سينتوريون وناقلات جند ساراسن ومدافع 25 رطل ومصفحات صلاح الدين ودايملر

## تاريخ القوة الجوية
تأسست القوة الجوية في الجيش الكويتي عام 1953 بعد تأسيس نادي الطيران والذي كان تابعا آنذاك لدائرة الأمن العام، وضم النادي 8 طائرات بريطانية من أنواع أوتوكار وأيجليت للتدريب وتم تخريج أول طيارين كويتيين في 1954، ثم بعثوا إلى المملكة المتحدة للتدريب المتقدم،